# Малкин, Борис Евсеевич
Борис Евсеевич Малкин (26 января 1908, Прилуки, Полтавская губерния, Российская империя — 20 ноября 1972, Минск, СССР) — советский график, живописец и театральный художник.

## Биография
Родился в Прилуках Полтавской губернии в семье полиграфиста, что повлияло на выбор профессии. После окончания в 1929 году Киевского художественного института переехал в Минск. Работал в Государственном издательстве БССР (1929—1936). Находясь под влиянием мастеров графики, представителей витебской художественной школы, стал заниматься станковой графикой, ксилографией и линогравюрой. Принимал участие в художественных выставках с 1929 года. Четыре из 20 выставок — персональные.
В 1941 году, в первые дни войны, ушёл на фронт. В звании капитана танковых войск участвовал в боях под Смоленском и Москвой, где был ранен. После освобождения Минска, в 1944 году, вернулся к работе в театре. В послевоенные годы был подвергнут общественной травле через газету «Известия», априорно обвинялся в формализме и космополитизме. Не было издано ни одной монографии о творчестве художника, его фотография была сорвана со стенда, посвящённого художникам-фронтовикам. Самовольно ушёл из жизни в 64 года, 20 ноября 1972 года.

## Творчество
Работал в сценографии, книжной и станковой графике. В одном из ранних циклов разрабатывал тему городов и местечек Беларуси: «Минск», «Местечко», «Старые города». Занимался еврейской тематикой: «Голова старика», «Дед и Внук», «Еврейская улочка», «Молитва». Графические листы бытового жанра отличались чёткостью композиций, чуть заметными сарказмом и глубоким лиризмом: «Сваха», «Девушка», «Сватовство».
Оформил ряд книжных изданий: поэму Янки Купалы «Над рекой Аресой», поэму А. С. Пушкина «Евгений Онегин», сборник стихов Алоизы Пашкевич. Постепенно стал одним из самых заметных графиков республики. Был назначен руководителем отдела художественного оформления Государственного издательства БССР, оформлял журнал «Чырвоная Беларусь». Много работ Бориса Малкина этого периода находятся в Национальном Художественном музее Беларуси. Являлся членом Белорусского Союза художников с 1940 года.
С 1937 года стал заниматься сценографией. Оформил спектакли:
- В Театре имени Я. Купалы: «Партизаны», 1938, «Милый человек», 1945 Кондрата Крапивы, «Паўлінка», 1944, «Прымакі», 1944, Я. Купалы, «Поздняя любовь» А. Островского, 1944, «Молодая гвардия» А. Фадеева, 1947, «Госпожа министерша» Б. Нушича, 1956, «Остров Афродиты» А. Парниса, 1960
- В Театре имени Я. Коласа: «Иринка» К. Чорного, 1941
- В Русском театре: «Трактирщица» К. Гольдони, 1951, «Шальные деньги» А. Островского, 1951

С 1964 по 1972 годы создавал новые циклы монотипий в лаковой технике: «Король Лир», «Корделия», чёрно-белые циклы «Жестокий Век» и «Клоуны», цикл в золотых тонах «Цирк». Впечатления о своей единственной заграничной поездке художник отразил в монотипиях «Набережная Сены», «Стамбул», «Итальянский дворик» и других.
В этот период Борис Малкин увлёкся резьбой по дереву. По его эскизам на предприятиях белорусской промышленности были выполнены настенные блюда и подсвечники в металле и керамике.
Являлся автором эмблемы Белорусского Художественного Фонда, первым директором которого он был в послевоенные годы. Автор этикетки водки «Кристалл», эмблем Минского тракторного завода, минского велозавода. Разрабатывал интерьеры минской гостиницы «Спутник» и салона-магазина «Павлинка».

## Личная жизнь
Первая жена Бориса Малкина умерла, когда его дочери Ляле (Лидии) было 1,5 года. В Купаловском театре художник познакомился с ведущей актрисой — Верой Полло, которая вскоре стала его женой, а также хорошей матерью девочке.

## Память
Посмертная выставка произведений Бориса Малкина состоялась в 1974 году в Минске, в здании Союза художников БССР на Центральной площади. Куратором выставки была белорусский искусствовед Лариса Финкельштейн.
Из воспоминаний Ларисы Финкельштейн:

Имя Бориса Малкина было окутано тайной и восхищением коллег. Оно не сходило с уст искусствоведов, художников, актёров и режиссёров театра. Он был ярким и интересным художником театра, работал в области плаката, уникальной графики, но особое место в его творчестве и в истории белорусского искусства занимала его монотипия. Эта и без того редкая и сложная техника эстампной графики у Малкина имела совершенно особую, свою специфику. Он работал не обычными красками для монотипии, а лаками собственного изготовления. Их секрет до сих пор не разгадан. Лаки давали матовый благородный блеск, гладкую, рельефную, как в энкаустике, фактуру. Его монотипии отличались также нетрадиционными для этого вида графики большими размерами. Поверхность их не потеряла своего качества и спустя годы. Вдова художника, выдающаяся белорусская актриса, народная артистка БССР Вера Николаевна Полло, игравшая ведущие роли в Театре имени Янки Купалы, где Борис Малкин был художником-постановщиком ряда спектаклей, являлась инициатором этой выставки. Она вместе с дочкой Лялей привезла большое количество работ — рисунков, монотипий, плакатов, жанровых композиций, портретов, натюрмортов. Приблизительно четвёртую часть всего этого удалось вместить в два маленьких выставочных зала. Однако, по оценкам коллег и родных Бориса Малкина, пришедших на вернисаж, выставка вполне давала представление о творчестве мастера.